# Skibsfører
Skibsfører er den højeste maritime navigatoriske uddannelse, der kan opnås.

## Uddannelsesmuligheder
I Danmark er der normalt to måder hvorpå uddannelsen kan gennemføres:

### Den praktiske vej
Man kan stå til søs og avancere fra skibsassistent avancere kystskipper, sætteskipper og til sidst skibsfører. Derved oparbejder man erfaring og nødvendig sejltid for at få sønæringsbevis til de forskellige trin. De forskellige trin kræver undervisning og eksamen fra en navigationsskole.

### Aspirantvejen
Ved at tage aspirantvejen bliver man rederiansat med henblik på at blive dual-purpose officer eller skibsfører
Dual-purpose officer betyder, at man uddanner sig i to professioner, navigatør og maskinmester. 
Teori undervisningen bliver suppleret med længere sejlperioder, så man ved endt uddannelse får udstedt både eksamens- og sønæringsbevis. 
Ofte tager aspiranten en periode, som junior-officer, før senior-delen af uddannelsen gennemføres.
Efter gennemført juniorofficersuddannelse, får man titel som professionsbachelor i maritim transport og skibsledelse. Det tager fire år, og derefter yderligere et år at gennemføre seniordelen.